# غريغ زوكرمان
غريغ زوكرمان (بالإنجليزية: Gregg Zuckerman)‏ هو رياضياتي أمريكي، ولد في 1949 في لوس أنجلوس في الولايات المتحدة.